# 라이트닝 타게팅 포드

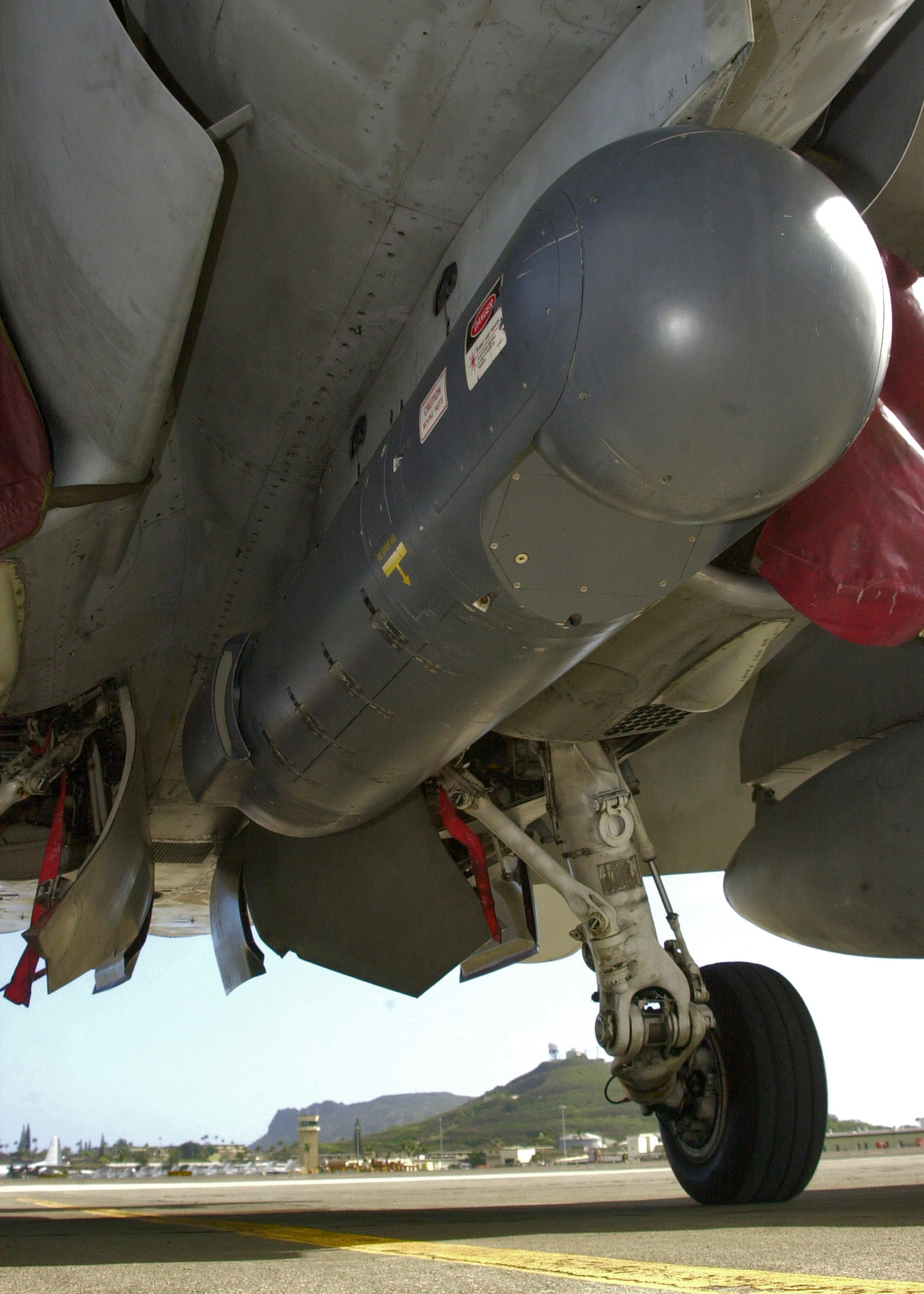
미국 해군 맥도넬더글러스 F/A-18 호넷에 장착된 라이트닝

라이트닝 타게팅 포드는 이스라엘 라파엘이 개발한 타게팅 포드이다. 2010년 10월 현재 수천개의 라이트닝이 전세계에 판매되었다.

## 파생형

### LITENING G4
LITENING G4는 4세대 타게팅 포드로서, 2008년부터 미국에 인도되었다. DefExpo 2014에서 라파엘은 인도에 150대 이상의 LITENING G4를 수출한다고 발표했다.

### F-35
F-35는 록히드 마틴 스나이퍼 타게팅 포드를 내장하고 있지만, 라파엘은 라이트닝도 스텔스 전투기에 내장할 수 있게 개발중이다.

## 제원
일반 특성
- 주계약자: 이스라엘 라파엘, 미국 노스롭 그루먼
- 기능: 항법, 적외선 카메라, 가시광선 카메라, 목표물 레이저 지시기, 레이저 거리측정기
- 길이: 87 in (2.20 m)
- 직경: 16 in (0.406 m)
- 무게: 440 lb (200 kg)
- 실전배치: 2000년 2월
- 가격: 140만 달러
- 비행기: A-10, B-52H, F-14A/B/D, F-15E/D, AV-8B, F/A-18, F-16 Block 25/30/40/50, F-4E AUP, Su-30MKI, Aero L-159 Alca, 토네이도 GR4, HAL 테자스, 재규어 전투기, 유로파이터 타이푼, 사브 JAS 39 그리펜, A-1M AMX International AMX, F-5M

## 사용국가
- 오스트레일리아
- 브라질
- 콜롬비아
- 덴마크
- 칠레
- 체코
- 모로코
- 핀란드
- 독일
- 그리스
- 헝가리
- 인도네시아
- 인도
- 이스라엘
- 이탈리아
- 카자흐스탄
- 네덜란드
- 포르투갈
- 루마니아
- 싱가포르
- 남아프리카 공화국
- 스웨덴
- 스페인
- 튀르키예
- 영국
- 미국
- 베네수엘라